# 観音寺 (美濃加茂市)
観音寺（かんのんじ）は岐阜県美濃加茂市蜂屋町にある子安観世音菩薩を本尊とする臨済宗妙心寺派の寺院で、山号は円通山。中濃八十八ヶ所霊場71番札所である。
創建不詳。開山は無得良悟、勧請開山は智達元修である。本堂は大正11年（1922年）の再建、庫裡は昭和13年（1938年）に建てられたものである。
本尊のほか、聖観世音菩薩、文殊菩薩ならびに弘法大師を祀る。